# 이면승
이면승(1766년 ~ 1835년)은 조선 후기의 문신이며, 본관은 전주이다.

## 생애
순조 때 문과에 급제하여 지평을 거쳐 전라좌도암행어사로 임명되었다가 이후 대축을 거쳐 우부승지가 되고 황해도관찰사를 거쳐 성균관대사성, 사간원대사간을 지낸 뒤 함경도관찰사를 하다가 사헌부대사헌, 한성부판윤, 형조판서를 거쳐 다시 대사헌을 하다가 한성부판윤과 형조판서, 예조판서를 하고 예문관제학을 거쳐 의정부우참찬까지 된다. 이후 형조판서를 하다 경상도관찰사를 거쳐 이조판서, 의정부우참찬으로 좌빈객을 겸하고 우참찬, 형조판서, 사헌부대사헌, 예문관제학을 거쳐 공조판서에 이르렀다.